# 伊藤正孝
伊藤 正孝（いとう まさたか、1936年10月23日 - 1995年5月31日）は、日本のジャーナリスト、編集者。朝日ジャーナル編集長、朝日新聞編集委員。

## 経歴
福岡市に生まれる。福岡学芸大学附属福岡中学校、福岡県立修猷館高等学校を経て、1955年早稲田大学文学部に進学するが、中学・高校の同期で親友であった山崎拓が商学部に入学したこともあり、翌年転入。なお、2人は中学時代に同じ文芸部に所属し、山崎が部長で伊藤は副部長であった。卒業後、山崎がブリヂストンタイヤに就職したため一時同社に入社するが、1960年朝日新聞に転職。山崎との親交は終生続いた。朝日新聞では、鹿児島支局、福岡支局社会部、1969年、東京本社社会部、1970年、アフリカ特派員、1972年、東京本社政治部、1977年、ダルエスサラーム特派員、1980年、カイロ特派員などを務める。東京本社社会部時代には欠陥車問題を暴露。アフリカでは、ビアフラ戦争や南アフリカの人種差別問題を精力的に取材し報道している。鹿児島支局時代には、後に首相となる細川護熙と同僚であり、細川との親交も生涯続いた。カイロ特派員時代には、小池百合子をアルバイトで雇っており、後に小池を『朝日ジャーナル』にも寄稿させ世に出している。帰国後は、外報部次長を経て朝日ジャーナル編集部に所属し、1987年、筑紫哲也の後を継ぎ編集長に就任。同年4月17日付朝日ジャーナルの、巻頭言「風紋」第1回の「野戦服宣言」と題したエッセイに、「いま『野戦服を着た知性』が必要なときかもしれない。『戦う雑誌』として、さあ、前へ。」と記し、同誌の方向性を示した。この頃、有田芳生を見出し寄稿させている。1990年に辞任後、編集委員として湾岸戦争の取材などに精力的に取り組んだ。1992年7月の第16回参議院議員通常選挙で、小池は細川が代表を務める日本新党の公認を得て比例区から立候補し初当選を果たすが、小池を細川に推薦したのは伊藤であったと言われている。
1995年、癌に倒れ九州大学病院に入院し、そこで死去。

## 山内豊徳との関係
1990年、高校時代からの親友で、当時環境庁企画調整局長をしていた山内豊徳を自死という形で失っている。自殺の原因は公表されていないが、政府と水俣病患者との間で苦しんだ末のことではなかったかと言われており、葬儀では伊藤が弔辞を読んでいる。この経緯は、佐高信のノンフィクション『官僚たちの志と死』（講談社、1996年）や、映画監督是枝裕和のデビュー作となったドキュメント「しかし…福祉切り捨ての時代に」（フジテレビ 『NONFIX』1991年放送）で取り上げられている。

## 著書
- 『ビアフラ潜入記』朝日新聞社、1970年。
- 『南ア共和国の内幕―最後の白人要塞』中央公論新社〈中公新書〉、1971年2月。ISBN 978-4121002433。
  - 『南ア共和国の内幕―アパルトヘイトの終焉まで』中央公論新社〈中公新書〉、1992年5月。ISBN 978-4121902436。
- 『欠陥車と企業犯罪　ユーザーユニオン事件の背景』三一書房〈三一新書〉、1972年。
  - 『欠陥車と企業犯罪―ユーザーユニオン事件の背景』社会思想社〈現代教養文庫〉、1993年3月。ISBN 978-4390114561。
- 『アフリカ33景』朝日新聞社〈朝日文庫〉、1982年。ISBN 978-4022603043。
- 『アフリカふたつの革命』朝日新聞出版〈朝日選書〉、1983年1月。ISBN 978-4022593214。
- 『ビアフラ―飢餓で亡んだ国』講談社〈講談社文庫〉、1984年12月。ISBN 978-4061834118。
- 『野戦服宣言―朝日ジャーナル巻頭言＜風紋＞』朝日新聞社、1990年2月。ISBN 978-4022561145。

## 出演番組
- 『サラリーマン・ニュースショー 朝のファンファーレ』（TBSラジオ、1987年 - 1994年ごろ[4]）

## 回想録
- 伊藤正孝回想録刊行委員会 編『駆けぬけて 回想伊藤正孝』伊藤正孝回想録刊行委員会、1997年4月。